# Ricky Echolette
Ricky Echolette właśc. Wolfgang Neuhaus (ur. 6 sierpnia 1958 w Kolonii w RFN) – niemiecki kompozytor gitarzysta i klawiszowiec. Pseudonim „Echolette” miał przybrać na cześć starego modelu mikrofonu produkowanego przez znaną niemiecką firmę Sennheiser. W latach 1985–1997 członek grupy Alphaville.
Do grupy dołączył w styczniu 1985 roku, zastępując Franka Mertensa.